# Championnat d'Europe féminin de volley-ball 1983
Navigation
Bulgarie 1981 Pays-Bas 1985
Le 13e championnat d'Europe féminin de volley-ball a eu lieu à Rostock, en RDA, du 17 au 25 septembre 1983.

## Équipes présentes
| - Allemagne de l'Est (Organisateur) - Bulgarie (Vainqueur du Championnat d'Europe 1981) - URSS (2e au Championnat d'Europe 1981) - Hongrie (3e au Championnat d'Europe 1981) - Allemagne de l'Ouest - France | - Italie - Pays-Bas - Pologne - Roumanie - Suède - Tchécoslovaquie |

## Tour préliminaire

### Composition des groupes
| Poule A                                                      | Poule B                                               | Poule C                                                |
| ------------------------------------------------------------ | ----------------------------------------------------- | ------------------------------------------------------ |
| Site : Schwerin Allemagne de l'Ouest Bulgarie France Pologne | Site : Cottbus Pays-Bas Roumanie Tchécoslovaquie URSS | Site : Rostock Allemagne de l'Est Hongrie Italie Suède |

### Poule A
| No | Équipe               | Points | Matches | Matches | Matches | Sets | Sets   | Sets  | Points | Points | Points |
| No | Équipe               | Points | joués   | gagnés  | perdus  | pour | contre | Ratio | pour   | contre | Ratio  |
| -- | -------------------- | ------ | ------- | ------- | ------- | ---- | ------ | ----- | ------ | ------ | ------ |
| 1  | Bulgarie             | 5      | 3       | 2       | 1       | 8    | 3      | 2.667 | 151    | 120    | 1.258  |
| 2  | Allemagne de l'Ouest | 5      | 3       | 2       | 1       | 6    | 4      | 1.500 | 125    | 108    | 1.157  |
| 3  | Pologne              | 5      | 3       | 2       | 1       | 7    | 6      | 1.167 | 170    | 150    | 1.133  |
| 4  | France               | 3      | 3       | 0       | 3       | 1    | 9      | 0.111 | 80     | 148    | 0.541  |

### Poule B
| No | Équipe           | Points | Matches | Matches | Matches | Sets | Sets   | Sets  | Points | Points | Points |
| No | Équipe           | Points | joués   | gagnés  | perdus  | pour | contre | Ratio | pour   | contre | Ratio  |
| -- | ---------------- | ------ | ------- | ------- | ------- | ---- | ------ | ----- | ------ | ------ | ------ |
| 1  | Union soviétique | 6      | 3       | 3       | 0       | 9    | 1      | 9.000 | 144    | 68     | 2.118  |
| 2  | Roumanie         | 5      | 3       | 2       | 1       | 7    | 4      | 1.750 | 135    | 134    | 1.007  |
| 3  | Tchécoslovaquie  | 4      | 3       | 1       | 2       | 3    | 6      | 0.500 | 97     | 102    | 0.951  |
| 4  | Pays-Bas         | 3      | 3       | 0       | 3       | 1    | 9      | 0.111 | 80     | 152    | 0.526  |

### Poule C
| No | Équipe             | Points | Matches | Matches | Matches | Sets | Sets   | Sets  | Points | Points | Points |
| No | Équipe             | Points | joués   | gagnés  | perdus  | pour | contre | Ratio | pour   | contre | Ratio  |
| -- | ------------------ | ------ | ------- | ------- | ------- | ---- | ------ | ----- | ------ | ------ | ------ |
| 1  | Allemagne de l'Est | 6      | 3       | 3       | 0       | 9    | 0      | MAX   | 136    | 70     | 1.943  |
| 2  | Hongrie            | 5      | 3       | 2       | 1       | 6    | 3      | 2.000 | 120    | 71     | 1.690  |
| 3  | Italie             | 4      | 3       | 1       | 2       | 3    | 6      | 0.500 | 91     | 117    | 0.778  |
| 4  | Suède              | 3      | 3       | 0       | 3       | 0    | 9      | 0.000 | 46     | 135    | 0.341  |

## Phase finale

### Classement 7-12
| No | Équipe          | Points | Matches | Matches | Matches | Sets | Sets   | Sets  | Points | Points | Points |
| No | Équipe          | Points | joués   | gagnés  | perdus  | pour | contre | Ratio | pour   | contre | Ratio  |
| -- | --------------- | ------ | ------- | ------- | ------- | ---- | ------ | ----- | ------ | ------ | ------ |
| 7  | Italie          | 9      | 5       | 4       | 1       | 12   | 4      | 3.000 | 208    | 176    | 1.182  |
| 8  | Tchécoslovaquie | 9      | 5       | 4       | 1       | 14   | 6      | 2.333 | 287    | 177    | 1.621  |
| 9  | Pologne         | 9      | 5       | 4       | 1       | 12   | 6      | 2.000 | 239    | 187    | 1.278  |
| 10 | France          | 7      | 5       | 2       | 3       | 10   | 11     | 0.909 | 244    | 265    | 0.921  |
| 11 | Pays-Bas        | 6      | 5       | 1       | 4       | 4    | 12     | 0.333 | 152    | 212    | 0.717  |
| 12 | Suède           | 5      | 5       | 0       | 5       | 2    | 15     | 0.133 | 138    | 251    | 0.550  |

### Classement 1-6
| No | Équipe               | Points | Matches | Matches | Matches | Sets | Sets   | Sets  | Points | Points | Points |
| No | Équipe               | Points | joués   | gagnés  | perdus  | pour | contre | Ratio | pour   | contre | Ratio  |
| -- | -------------------- | ------ | ------- | ------- | ------- | ---- | ------ | ----- | ------ | ------ | ------ |
| 1  | Allemagne de l'Est   | 10     | 5       | 5       | 0       | 15   | 5      | 3.000 | 280    | 194    | 1.443  |
| 2  | Union soviétique     | 9      | 5       | 4       | 1       | 14   | 7      | 2.000 | 268    | 211    | 1.270  |
| 3  | Hongrie              | 8      | 5       | 3       | 2       | 11   | 6      | 1.833 | 223    | 177    | 1.260  |
| 4  | Bulgarie             | 7      | 5       | 2       | 3       | 9    | 9      | 1.000 | 199    | 232    | 0.858  |
| 5  | Allemagne de l'Ouest | 6      | 5       | 1       | 4       | 4    | 13     | 0.308 | 181    | 227    | 0.797  |
| 6  | Roumanie             | 5      | 5       | 0       | 5       | 2    | 15     | 0.133 | 138    | 248    | 0.556  |

## Classement final
| Classement         | Pays                 |
| ------------------ | -------------------- |
| Médaille d'or      | Allemagne de l'Est   |
| Médaille d'argent  | URSS                 |
| Médaille de bronze | Hongrie              |
| 4e                 | Bulgarie             |
| 5e                 | Allemagne de l'Ouest |
| 6e                 | Roumanie             |
| 7e                 | Italie               |
| 8e                 | Tchécoslovaquie      |
| 9e                 | Pologne              |
| 10e                | France               |
| 11e                | Pays-Bas             |
| 12e                | Suède                |